# Ministerium der Finanzen der DDR

Flagge der DDR

Das Ministerium der Finanzen (MdF) war ein Organ des Ministerrats der DDR für die Planung, Bilanzierung und Abrechnung der Staatsfinanzen.
Von April 1990 bis zur Deutschen Wiedervereinigung im Oktober 1990 hatte es die Bezeichnung „Ministerium für Finanzen und Preise“.
Das Ministerium der Finanzen residierte bis 1959 im Haus am Werderschen Markt. Mit dem Einzug des Zentralkomitees der SED verlegte das Ministerium seinen Sitz in das Haus der Ministerien in der Leipziger Straße 5–7.
Die Vorgängerinstitutionen waren von 1945 bis 1948 die Deutsche Zentralverwaltung der Finanzen und von 1948 bis 1949 die DWK, Hauptverwaltung Finanzen.

## Aufgaben
Aufgaben des Finanzministeriums waren
- Sicherung der Liquidität des Staatshaushaltes
- Finanzierung der Volkswirtschaft (Investitionen)
- Vorbereitung der Finanzgesetzgebung
- Lenkungs- und Kontrollfunktion im Wirtschaftsablauf
- Vorbereitung und Durchführung internationaler Zahlungs- und Finanzabkommen
- Leitung der Finanzrevision für staatliche Einrichtungen und Wirtschaftsbetriebe
- Erarbeitung von Rechtsvorschriften für
  - Versicherungswesen (Staatliche Versicherung der DDR)
  - Besteuerung
  - Stellenplanwesen
  - Aufkommen und Verwendung von Edelmetallen
  - Verwaltung und Nutzung von Volkseigentum

Das Ministerium war als Organ des Ministerrates zuständig für die Planung, Bilanzierung und Abrechnung der Staatsfinanzen, die Leitung und Planung des Staatshaushaltes, die Vorbereitung der Finanzgesetzgebung, die Vorbereitung und Umsetzung internationaler Zahlungs- und Finanzabkommen, die Mitarbeit in den Organen des Rates für gegenseitige Wirtschaftshilfe (RGW), die Leitung der Staatlichen Finanzrevision (SFR), die Erarbeitung von Rechtsvorschriften, die Besteuerung, das Stellenplanwesen, für Aufkommen und Verwendung von Edelmetallen sowie für die Verwaltung und Nutzung von Volkseigentum. Es hatte Lenkungs- und Kontrollfunktionen im Wirtschaftsablauf der DDR-Wirtschaft inne. Das MdF erarbeitete die Finanzbilanz des Staates und war zuständig für den Valutadienstleistungsplan.
Seit 1965 setzte das Ministerium dafür auf Computertechnik, vor allem zur Berechnung der Staatshaushaltes und der Durchführung der Industriepreisreform. Damit war es neben anderen Ministerien ein früher Computeranwender in der breitflächigen Anwendung von EDV in der DDR. 1970 wurde die Rechenzentren des Ministeriums als VEB Datenverarbeitung der Finanzorgane ausgegliedert.

## Minister
- Hans Loch (LDPD, 1949–1955)
- Willy Rumpf (SED, 1955–1966)
- Siegfried Böhm (SED, 1966–1980)
- Werner Schmieder (SED, 1980–1981)
- Ernst Höfner (SED, 1981–1989)
- Uta Nickel (SED-PDS, 1989–1990)
- Walter Siegert (SED-PDS / parteilos, 1990)
- Walter Romberg (SPD, 1990)
- Werner Skowron (CDU, 1990)

Siehe auch: Liste der deutschen Finanzminister

## Staatssekretäre
- Horst Kaminsky (1964–1974)
- Werner Schmieder (1974–1980) (danach Minister)
- Walter Siegert (1980–1990, danach geschäftsführender Minister)
- Dieter Rudorf (Juni – August 1990)
- Martin Maaßen (Mai 1990)
- Werner Skowron (bis 15. August 1990, danach Minister)[3]

## Institutionen
dem MdF unterstand
- Finanzökonomisches Forschungsinstitut zur Erarbeitung der wissenschaftlichen Grundlagen zur Weiterentwicklung der sozialistischen Planwirtschaft und der  „sozialistischen Finanzökonomie“[4]
- VEB Datenverarbeitung der Finanzorgane
- bis 1968/69 der Sektor Sparkassen und damit die Sparkassen der DDR